# ستيف غروسمان
ستيف غروسمان (بالإنجليزية: Steve Grossman)‏ هو عازف جاز أمريكي، ولد في 18 يناير 1951 في نيويورك في الولايات المتحدة.

## وصلات خارجية
- ستيف غروسمان على موقع ميوزك برينز (الإنجليزية)
- ستيف غروسمان على موقع أول ميوزيك (الإنجليزية)
- ستيف غروسمان على موقع ديسكوغز (الإنجليزية)